# 전북과학대학교
전북과학대학교(全北科學大學校, Jeonbuk Science College는 대한민국 전북특별자치도 정읍시의 사립 전문대학이다.

## 연혁
1994년 11월 17일, 학교법인 정인학원(현 학교법인 전북과학대학교)에 의하여 정읍공업전문대학이 설립되었다. 이듬해 3월 3일 개교하였다. 1998년 5월 1일, 정인대학으로 교명을 변경하였다.
2003년 3월 1일, 전북과학대학으로 교명을 변경하였다. 2012년 1월 1일부터 전북과학대학교로 교명을 변경하고 현재에 이르고 있다.
한편, 2011년과 2013년, 교육과학기술부로부터 정부재정지원제한대학에 선정된 이력이 있다.

## 교육편제
전북과학대학교는 자체적으로 공학계열, 예능계열, 보건계열, 가정계열, 사회계열 등을 설정하고 13개 학과를 설치하여 전문학사 학위 과정을 교수 중에 있다.

## 캠퍼스 풍경
전북과학대학교는 전라북도 소재 사립 전문대학으로, 시기동에 캠퍼스가 위치한다. 캠퍼스 내 약 8동의 건축물이 위치하고 있다. 캠퍼스 동부, 정읍사로를 통해 접근이 가능하며, 캠퍼스 북부로 정읍사공원과, 동남부 방면으로 산지가 접한다.

## 같이 보기
- 대한민국의 대학 목록
- 대한민국의 교육